# GALIA
GALIA (Groupement pour l’Amélioration des Liaisons dans l’Industrie Automobile) ist eine Organisation der französischen Automobilindustrie mit Sitz in Boulogne-Billancourt.
Der Verband verfolgt primär Standardisierungen für Automobilzulieferer. Ihm gehören neben den Automobilherstellern PSA und Renault zahlreiche Zulieferer an.
Der Verband wurde im Jahr 1984 gegründet. Er ist selber Gründungsmitglied der europäischen Non-Profit-Organisationen Odette und European Network Exchange.
Ein großer Bereich der Standardisierungsaufgaben betrifft die Logistik inklusive des dabei angewendeten elektronischen Datenaustauschs EDI. In diesem Bereich wird dabei vermehrt EDIFACT verwendet. Große Unterschiede bestehen international bei den Übertragungen von CAD-Daten gegenüber dem im deutschen Sprachraum angewendeten ENGDAT.